# Archidendron balansae
Archidendron balansae är en ärtväxtart som först beskrevs av Daniel Oliver, och fick sitt nu gällande namn av Ivan Christian Nielsen. Archidendron balansae ingår i släktet Archidendron och familjen ärtväxter. Inga underarter finns listade i Catalogue of Life.